# Lucas Johannes Meyer
Lucas Johannes Meyer (Zandrivier, 19 november 1846 - Brussel, 8 augustus 1902) was een Boerengeneraal tijdens de Tweede Boerenoorlog en stichter van de Nieuwe Republiek en diens hoofdstad Vryheid.

## Biografie
Meyer kwam oorspronkelijk uit de Oranje Vrijstaat en werd in 1882 landdrost van Utrecht. Als commandant steunde hij de Zoeloekoning Dinuzulu met succes in een burgeroorlog tegen zijn broer Usipebu, en kreeg als beloning een groot grondgebied dat hij op 16 augustus 1884 liet uitroepen tot de Nieuwe Republiek. Meyer werd de eerste (en enige) president. Nadat hij de Nieuwe Republiek in 1888 liet inlijven door de Zuid-Afrikaansche Republiek nam hij de Transvaalse nationaliteit aan en werd hij lid van de Volksraad voor Utrecht. In 1899 werd hij voorzitter van Volksraad. Hij was een bondgenoot van Piet Joubert en vanwege zijn sympathie voor de uitlanders stond hij bekend als progressief.
Tijdens de Tweede Boerenoorlog diende hij als generaal in Natal en was hij namens Transvaal een van de ondertekenaars van het Verdrag van Vereeniging dat de oorlog beëindigde. Hierna vertrok hij voor verdere onderhandelingen naar Europa, waar hij in Brussel overleed. Hij ligt begraven op de begraafplaats van Vryheid.